# IC 54
IC 54 ist ein Doppelstern im Sternbild Walfisch südlich des Himmelsäquators, den der österreichische Astronom Rudolf Spitaler am 13. Februar 1890 fälschlich als IC-Objekt beschrieb.